# Bombardeo de un convoy civil en Kúpiansk
El bombardeo de un convoy civil en Kúpiansk fue un ataque perpetrado por las Fuerzas Armadas de Rusia contra automóviles civiles ocurrido el 25 de septiembre de 2022 en la carretera Kurylivka-Pishchane cerca de Kúpiansk. El ataque mato a 26 personas y se desarrolló durante la contraofensiva ucraniana de Járkov.
En el momento del bombardeo, el tramo de la carretera estaba en la denominada "zona gris", el ejército ucraniano pudo llegar a la escena del suceso el 1 de octubre de 2022.

## Historia
El 27 de septiembre, durante la contraofensiva de las Fuerzas Armadas de Ucrania en el territorio ocupado por Rusia de la óblast de Járkov, la ciudad de Kupiansk-Vuzlovyi y las aldeas cercanas fueron desocupadas, y comenzó el período de retorno a la vida pacífica en los territorios liberados.
El 30 de septiembre, en las afueras de la aldea de Kurylivka, las Fuerzas Armadas de Ucrania encontraron los cuerpos de civiles en seis automóviles y una camioneta que habían sido baleados e incendiados y que intentaban salir en dirección a la aldea de Pishchane. Después de la publicidad sobre el crimen en los medios de comunicación, aparecieron 7 testigos de la tragedia que lograron escapar en el pueblo de Kivsharivka. Según su testimonio, en la mañana del 25 de septiembre, su convoy de evacuación salió de Kurylivka en dirección a Svátove, Starobilsk, supuestamente a través de la única carretera en ese momento, porque todas las demás carreteras tenían puentes destruidos y el pueblo estaba limitado por un río. y un pantano. Alrededor de las 9 en punto, un grupo de sabotaje ruso disparó contra su columna con fuego cruzado de emboscadas en un lado cerca del BMP, en el otro, de armas de infantería, que se utilizaron para acabar con los heridos y los que intentaron escapar. Durante el mes, los agentes del orden identificaron a todas las víctimas de la caravana, resultaron ser 48 residentes locales. Entre los muertos se encontraba un transportista que organizó la salida del convoy de refugiados al que pagaron 6.000 grivnas por persona para la evacuación. Resultó ser un antiguo residente de Kupiansk-Vuzlovyi.
En ese momento, la sección Kurylivka-Pishchane estaba en la llamada "zona gris".
Durante el tiroteo, dos niños, de 1 año y 5+1⁄2 años, lograron escapar. Los padres de los niños murieron en la columna. Según datos preliminares, se conoció de 24 muertos, entre ellos una mujer embarazada y 13 niños.
El 17 de octubre de 2022, se descubrió la víctima número 26: un joven de 19 años resultó herido, murió en un camino forestal después de caminar 1,5 kilómetros desde sus heridas. Las víctimas de esos hechos, que escaparon con él, manifestaron que lo dejaron deliberadamente en la vía porque supuestamente “se desangró y se desmayó”, y no querían “arrastrar al hombre inconsciente entre la tierra y los escombros”.
Así, el número de muertos fue de 26 personas, 22 personas lograron escapar.
Parte de la evidencia física (los cuerpos de las víctimas y el automóvil) fue examinada por expertos franceses. Descubrieron señales del uso de proyectiles de alto poder explosivo de 30 mm y 45 mm, así como granadas VOG-17 y VOG-25.

## Víctimas
Hasta el 20 de octubre de 2022, se han identificado 12 de las 26 víctimas de disparos. Una mujer embarazada y 13 niños estaban entre los muertos.
Pavlo Derevyanko, de 10 años, y Maryna Malakhova, de 12, están en el hospital de ocupantes. La niña fue llevada primero a un hospital local con heridas graves, de allí fueron trasladados a Lugansk, el niño quedó huérfano, la madre del niño murió, dejando solo a su padre, de quien se registró que está siendo chantajeado por militantes extremistas de la República Popular de Lugansk, ofreciendo entregarle el niño solo a él personalmente y otorgarle la ciudadanía rusa, probablemente con el objetivo de involucrarlo en la movilización forzada que Rusia está llevando a cabo en los territorios temporalmente ocupados de Ucrania. Además, los niños también fueron utilizados en las noticias de propaganda, dispersando falsificaciones sobre que el "ataque al convoy [fue por parte] de las Fuerzas Armadas de Ucrania en la región de Járkov".